# Willi Lindlar
Willi Lindlar (* 1. März 1916 in Hennef; † 11. März 1983 ebenda) war ein deutscher Kommunalpolitiker und Landrat (CDU).

## Leben und Beruf
Nach dem Besuch der Volksschule absolvierte er eine kaufmännische Ausbildung. Nach dem Arbeitsdienst war er bis Beginn seines Kriegsdienstes im Jahre 1940 im elterlichen Geschäft tätig. Ab 1946 studierte er an der Pädagogischen Akademie in Köln und war nach Abschluss als Lehrer an verschiedenen Schulen tätig.
Er war verheiratet und hatte einen Sohn, den ehemaligen Kölner Regierungspräsidenten Hans Peter Lindlar.

## Abgeordneter
Dem Kreistag des ehemaligen Siegkreises und des Rhein-Sieg-Kreises gehörte er von 1952 bis 1979 an. Außerdem war er zeitweise Mitglied des Rates der Stadt Hennef.
Von 1969 bis 1974 war Lindlar Mitglied der Landschaftsversammlung des Landschaftsverbandes Rheinland.

## Öffentliche Ämter
Vom 10. April 1961 bis zum 18. September 1974 war er ununterbrochen Landrat des Siegkreises und nach der Gebietsreform des Rhein-Sieg-Kreises.
Lindlar war in verschiedenen Gremien des Landkreistages NRW tätig.

## Sonstiges
Am 5. November 1973 wurde Lindlar das Bundesverdienstkreuz I. Klasse verliehen. In Hennef wurde eine Straße nach ihm benannt.